# Кристур-Шиеу (Бистрица-Насауд)
Кристур-Шиеу (рум. Cristur-Șieu) насеље је у Румунији у округу Бистрица-Насауд у општини Шиеу-Одорхеј. Oпштина се налази на надморској висини од 287 m.

## Становништво
Према подацима из 2002. године у насељу је живело 486 становника.

### Попис2002.
| Расподела становништва по националности 2002.‍ | Расподела становништва по националности 2002.‍ | Расподела становништва по националности 2002.‍ | Расподела становништва по националности 2002.‍ | Расподела становништва по националности 2002.‍ |
| --------------------------------------------- | --------------------------------------------- | --------------------------------------------- | --------------------------------------------- | --------------------------------------------- |
|                                               |                                               |                                               |                                               |                                               |
| Румуни                                        | Румуни                                        |                                               | 469                                           | 96,5%                                         |
| Мађари                                        | Мађари                                        |                                               | 11                                            | 2,3%                                          |
| Роми                                          | Роми                                          |                                               | 6                                             | 1,2%                                          |